# Torku Konyaspor
Konyaspor este un club de fotbal din Konya, Turcia, care în prezent evoluează în Süper Lig.

## Jucători notabili
- Jefferson
- Kauê
- Alex Yordanov
- Johnnier Montaño
- Thierry Fidjeu
- Bassim Abbas
- Neca
- Cenk İșler
- Ceyhun Eriș
- Ogün Temizkanoğlu
- Saffet Sancaklı
- Serhat Akın
- Suat Kaya
- Tolunay Kafkas
- Ünal Karaman
- Zafer Biryol

## Antrenori
| Perioada | Antrenor                    |
| -------- | --------------------------- |
| 2004–05  | Safet Sušić                 |
| 2005–06  | Aykut Kocaman               |
| 2006–07  | Nurullah Sağlam             |
| 2007–08  | Rașit Çetiner Giray Bulak   |
| 2009–10  | Hüsnü Özkara Fuat Yaman     |
| 2010–11  | Ziya Doğan                  |
| 2011–12  | Osman Özdemir               |
| 2012-13  | Hüsnü Özkara Uğur Tütüneker |
| 2013-    | Mesut Bakkal                |